# Jean-Claude La Haye
 (avril 2022).
Si vous disposez d'ouvrages ou d'articles de référence ou si vous connaissez des sites web de qualité traitant du thème abordé ici, merci de compléter l'article en donnant les références utiles à sa vérifiabilité et en les liant à la section « Notes et références ».
Jean-Claude La Haye (1923-1999) est un urbaniste québécois. Surnommé le père de l'urbanisme au Québec, il est connu pour deux réalisations majeures, le complexe Desjardins et le campus de l'Université de Montréal. Il a aussi été président de l'ordre des urbanistes du Québec.

## Hommages
La rue Lahaye a été nommée en son honneur, en 1960, dans l'ancienne municipalité de La Petite-Rivière, maintenant présente dans la ville de Québec.